# Елітораль
Елітораль — частина  бенталі; смуга морського дна, що лежить нижче межі зростання  водоростей. Глибини від 55 м до 180–230 м.
Рослинний світ складається тут вже майже виключно з багряних водоростей, зелених немає зовсім, бурі ж дуже нечисленні. Таким чином, поступово з глибиною змінюється склад водоростей: у  літоралі ми маємо представників всіх трьох груп (бурі, червоні, зелені), в субліторальній зоні кількість зелених значно падає, а в наступних зонах поступово зникають й бурі, і залишаються лише багрянки.
Пояснення цієї законності у розподілі водоростей з глибиною вчені знайшли в тому, що білий сонячний промінь, що складається, як відомо, із сукупності декількох кольорових, при проходженні через воду поглинається не цілком; в міру збільшення товщі води раніше всього, зникають промені червоні (у прісній воді на глибині 34 м), пізніше — жовті (117 м), потім — зелені (322 м), поки, зрештою, не потухнуть всі промені спектру, і не настане повна темрява (у Кольській затоці це на глибині близько 400 м).
Коли вода поглине червоні і жовті промені, то залишаться зелені та сині — звідси синій колір відкритого моря (синь-море народної поезії) і зеленувато-синій мілких місць. Дослідження ж показують, що рослини користуються тими променями, які є додатковими до їх забарвлення, тобто зелені — червоними променями (переважно), червоні ж (багрянки) — зеленими і синіми, бурі будуть займати проміжне становище. Таким чином забарвлення водоростей, за цією теорію, є пристосування до сприйняття тих променів, які до них доходять. Рослинне життя поступово завмирає з глибиною в еліторальній зоні: з 150 м глибини драга витягує ще коркові форми літотамнія, нижче лише небагатьох багрянок, а на глибині 180 м знайдено лише одну Polysiphonia urceolata. Навпаки, фауна цієї зони, особливо фації скель і каменів, є однією з найбагатших видами.
Насамперед дно тралової ями в Кольській затоці виявляється вкрите раковинками гігантської корененіжки Hyperammina subnodosa і товстим шаром трубок кільчастих черв'яків з многощетинкових (Onuphis conchyle) і двох представників родини Maldanidae (Maldane sarsi і Nicomache lumbricalis — арктична форма). Найхарактернішими тваринами тут є плечоногі молюски (Rinchonella psittacea і Terebratula caput serpentis). Багато двостулкових, але особливо багато різноманітних губок, з яких деякі досягають розміру 1 м у діаметрі. Одні з губок мають форму хлібних короваїв, інші — великих білих куль, коржів, пухнастих келихів і інш. Тут зустрічаються цілі ліси м'яких гіллястих колоній поліпів, зарості асцидій, величезна кількість (75) видів моховаток, зарості морських лілій. Тут же при траленні виявили у великій кількості рака відлюдника (Eupagurus pubescens), що піднімається, втім, і значно вище — до 4 м глибини. Місцями трал виявляє глибоководних креветок (Pandanus borealis), м'ясо яких високо цінується гастрономами заходу. На глибині до 100 м місцями водиться така кількість довгоногих павукоподібних-пікногонів (Chaetonymphon spinosum), які поїдають черв'яків і корененіжок, що вони отримали назву «морського сіна». З офіур в еліторальной зоні трапляються величезні помаранчеві «голови Медузи» Gorgonocephalus (2 види) з гіллястими руками і Ophiocanta bidentata, що світяться зеленуватим світлом.

## Ресурси Інтернету
- Элитораль [недоступне посилання з липня 2019]